# Ronald Pognon
Ronald Pognon (* 16. listopadu 1982, Le Lamentin, Martinik) je francouzský atlet, sprinter.

## Kariéra
V roce 2000 získal na MS juniorů v chilském Santiagu stříbrnou medaili ve štafetě na 4 × 100 metrů. O rok později se stal v italském Grossetu juniorským mistrem Evropy v běhu na 200 metrů. Na ME do 23 let 2003 v Bydhošti získal zlato v běhu na 100 metrů. V roce 2004 reprezentoval na letních olympijských hrách v Athénách, kde skončil na stometrové trati v semifinále na celkovém 15. místě.
V roce 2005 získal stříbrnou medaili (60 m) na halovém ME v Madridu a na světovém šampionátu v Helsinkách vybojoval společně s Ladji Doucourém, Eddy De Lépinem a Lueyi Dovym zlatou medaili ve štafetě na 4 × 100 metrů. O rok později na Mistrovství Evropy v atletice 2006 ve švédském Göteborgu doběhl ve finále běhu na 100 metrů v čase 10,16 s na čtvrtém místě. Na halovém MS 2010 v katarském Dauhá doběhl ve finále šedesátky na šestém místě.

### Osobní rekordy
13. února 2005 na mítinku v německém Karlsruhe zaběhl nový halový evropský rekord v běhu na 60 metrů. Jeho hodnota byla 6,45 s. 7. března 2009 na halovém ME v Turíně rekord překonal časem 6,42 s Brit Dwain Chambers.
- 100 m – 9,99 s – 5. července 2005, Lausanne
- 200 m – 20,27 s – 28. srpna 2005, Rieti